# Kielanobaatar
Kielanobaatar is een geslacht van uitgestorven albionbaataride Multituberculata dat werd gevonden in de Shahai- en Fuxin-formaties, in het noordoosten van China, uit het Vroeg-Krijt (Aptien/Albien). 
Het werd benoemd door Nao Kusuhashi, Hu Yaoming, Wang Yuanqing, Takeshi Setoguchi en Hiroshige Marsuoka in 2010. De typesoort is Kielanobaatar badaohaoensis. De geslachtsnaam combineert een verwijzing naar Zofia Kielan-Jaworowska, een toonaangevende specialist op het gebied van zoogdieren uit het Mesozoïcum met het Mongools bataar, 'held'. De soortaanduiding verwijst naar herkomst bij Badaohao.
Het is bekend van het holotype IVPP V14505, een klein fragment van het linkerbovenkaaksbeen, inclusief de derde en vierde premolaren. 
Er werden enkele onderscheidende kenmerken vastgesteld. De eerste drie premolaren hebben relatief vlakke kauwvlakken. De eerste en tweede premolaar hebben drie rijen knobbels met een knobbelformule van 1:3:2 van buiten naar binnen gemeten. De derde premolaar heeft vier knobbels met de formule 2:2, dus twee knobbels zowel aan de lipzijde als de tongzijde. De eerste premolaar is vijfhoekig op het kauwvlak bekeken in plaats van rechthoekig. De richels op de premolaren lopen niet over op de zijkanten aan de tongzijde.
Kielanobaatar is het eerste fossiele verslag van een Aziatische albionbaataride Multituberculata. Aangezien de Albionbaataridae vooral bekend zijn uit Europa, ondersteunt deze ontdekking het idee van fauna-uitwisseling van gewervelde landdieren tussen Europa en Azië in het Vroeg-Krijt.